# サンドストーン作戦

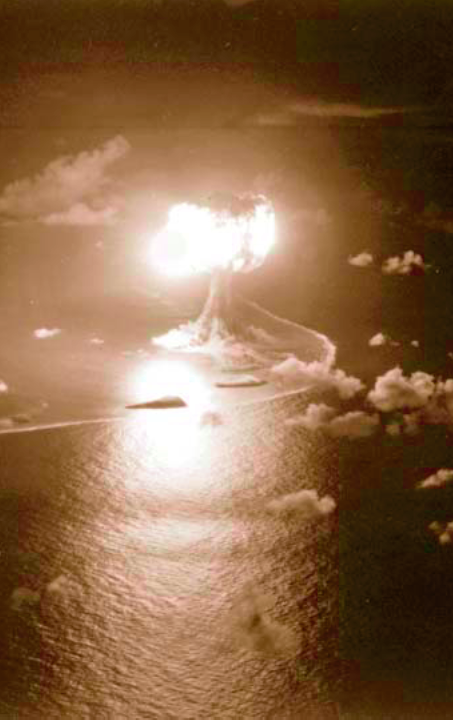
サンドストーン作戦エックスレイ実験

サンドストーン作戦（サンドストーンさくせん、Operation Sandstone）は、1948年にアメリカ合衆国が行なった核実験。エニウェトク環礁で行なわれた最初の核実験である。。3回の実験が行われている。本作戦はクロスロード作戦に続くもので、本作戦の後にはレンジャー作戦が行われている。
1947年6月にエニウェトク環礁にて実験を行なうことが決定され、住民約140名は12月までにウジェラング環礁へと移住させられた。
実験に使用された核兵器はMk3の改良型であり、爆縮型のものであった。核物質はエックスレイ実験では濃縮ウランとプルトニウムが2対1（ウラン235が5kg、プルトニウムが2.5kg）となっている複合コアを用い、他の2回は濃縮ウランのみを用いた。また、コアとタンパー間に間隙が設けられ、より効率的に衝撃波が作用するようになっている。爆発は61mの塔上で行われた。実験の結果はMark 4核爆弾の開発に生かされた。
| 実験名                | 日付（GMT）           | 位置                      | 核出力     | 備考       |
| --------------------- | --------------------- | ------------------------- | ---------- | ---------- |
| エックスレイ（X-Ray） | 1948年4月14日18:16:59 | エニウェトク環礁 Enjebi島 | 37キロトン | 核分裂兵器 |
| ヨーク（Yoke）        | 1948年4月30日18:08:59 | エニウェトク環礁 Aomon島  | 49キロトン | 核分裂兵器 |
| ゼブラ（Zebra）       | 1948年5月14日18:04:00 | エニウェトク環礁 Runit島  | 18キロトン | 核分裂兵器 |